# Bildung bewaffneter Gruppen
Die Bildung bewaffneter Gruppen ist eine Straftat, die in Deutschland in § 128 StGB normiert ist. Bei dem Delikt handelt es sich um ein Vergehen, das mit einer Freiheitsstrafe bis zu zwei Jahren oder mit Geldstrafe bestraft wird.
Die Straftat ist ein abstraktes Gefährdungsdelikt, das im Zusammenhang mit  Hochverrat, friedensgefährdenden Beziehungen, dem besonders schweren Fall des Landfriedensbruchs, aber auch der Bildung krimineller oder terroristischer Vereinigungen gem. § 129 und § 129a StGB eine Rolle spielen kann.
Nach herrschender Meinung schützt die Vorschrift das Gewaltmonopol des Staates, den  inneren Rechtsfrieden sowie die Wehrhoheit der Bundesrepublik Deutschland.

## Entwicklung
Die Vorschrift (damals § 127) wurde durch Artikel 1 Nr. 11 des Sechsten Gesetzes zur Reform des Strafrechts mit Wirkung zum 1. April 1998 geändert. Die Neufassung modernisierte nicht nur die Terminologie – in der alten Fassung war noch von „bewaffneten Haufen“ die Rede –, sondern erweiterte den Anwendungsrahmen des Tatbestandes erheblich. Zum 1. Oktober 2021 wurde die Vorschrift ohne inhaltliche Änderung auf § 128 verschoben.

## Inhalt

### Bewaffnete Gruppe
Indem der Gesetzgeber den Begriff „Haufen“ durch den der „Gruppe“ ersetzte, stellte er klar, dass sich die Vorschrift nicht nur auf Zusammenschlüsse bezieht, die auf kriegerische Auseinandersetzungen hinauslaufen. Die Gruppe muss zudem nicht dauerhaft oder für zahlreiche Einsätze gebildet worden sein, so dass die Vorschrift auch „Kampfgruppen“ erfasst, die bei bestimmten Gelegenheiten wie Demonstrationen und Besetzungen aktiv werden.
In Einzelfragen des Tatbestandsmerkmals bewaffnete Gruppe gibt es unterschiedliche Auslegungen. 
So ist für Thomas Fischer eine Mehrheit von mindestens drei Personen ausreichend, die sich zu einem bedrohlichen oder gewalttätigen Handeln zusammengefunden haben, während für andere Kommentatoren ein Zusammenschluss von zwei oder drei Menschen in der Regel nicht ausreicht, um eine nennenswerte Gefahr für den inneren Rechtsfrieden darstellen zu können. 
Die Gruppe muss bewaffnet sein oder über andere gefährliche Werkzeuge verfügen, worunter man solche im Sinne des § 244 Abs. 1 Nr. 1 StGB versteht. Waffen werden im technischen Sinne verstanden, erfassen also Mittel, die dazu bestimmt sind, Menschen körperlich zu verletzen.

### Tathandlung
Die Tathandlung besteht auf fünf möglichen Varianten.
Der Täter muss unbefugt eine bewaffnete Gruppe gebildet, befehligt, sich ihr angeschlossen, sie mit Waffen oder Geld versorgt oder sie unterstützt haben. 

## Rechtfertigungsgründe
Wegen des Gewaltmonopols des Rechtsstaates spielen allgemeine 
Rechtfertigungsgründe in der Regel keine Rolle. So lassen sich unter dem Gesichtspunkt eines vermeintlichen Notstandes weder „Selbstverteidigungs-Einheiten“ nationaler, ethnischer oder religiöser Minderheiten noch bewaffnete Bürgerwehren rechtfertigen, die vorgeben, bestimmte Formen der Kriminalität verhindern zu wollen.